# Ammomanes cinctura

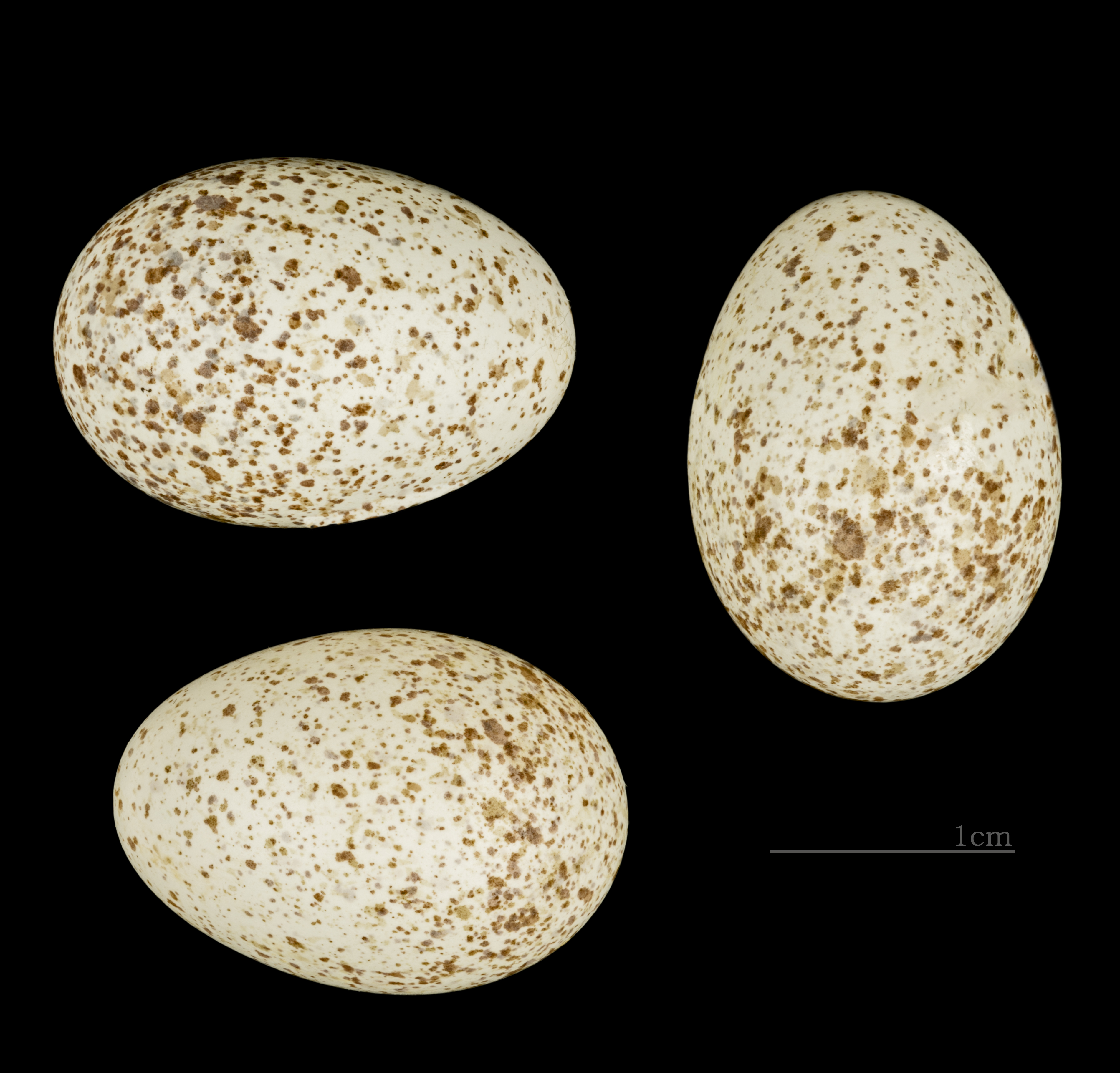
Huevos de Ammomanes cincturus arenicolor MHNT.

La terrera colinegra (Ammomanes cinctura) es una especie de alondra en la familia Alaudidae.

## Distribución y hábitat
Se la encuentra en Afganistán, Argelia, Cabo Verde, Chad, Egipto, Irán, Irak, Israel y Palestina, Italia, Jordania, Kuwait, Líbano, Libia, Mali, Malta, Mauritania, India, Marruecos, Nigeria, Omán, Pakistán, Arabia Saudita, Sudán, Siria, Túnez, y Yemen.
Su hábitat natural son los desiertos calientes.